# Львівсько-Волинський вугільний басейн
Льві́всько-Воли́нський вугі́льний басе́йн — у Львівській і Волинській областях України, у західному напрямі продовжується на території Польщі. Охоплює площу близько 10 тис. км².

## Географія
Львівсько-Волинський вугільний басейн розташований на північному заході України у верхній течії річки Західний Буг і є південно-східною частиною Люблінського вугільного басейну, що знаходиться на території Польщі. Площа Львівсько-Волинського вугільного басейну — 1400 квадратних кілометрів, протяжність 190 км, середня ширина приблизно 60 км.

## Історія
Для промислового розвитку цієї території була необхідна розвинута енергетична база. А для цього потрібні були паливні ресурси. Гіпотеза про наявність кам'яного вугілля між Українським щитом на Волині вперше висунута російським геологом М. М. Тетяєвим в 1912 р. На основі детального аналізу складу осадів і тектонічних структур Європейської частини Росії і Східної частини Польщі М. М. Тетяєв не тільки передбачив існування такого басейну, але і науково обґрунтував характер його вугільності.
Через 20 років гіпотеза М. М. Тетяєва одержала підтвердження і подальший розвиток в роботах Я.Самсоновича. В 1931 р. біля міста Острог Я. Самсонович виявив гальку кам'яновугільних порід, яка містила нижню кам'яновугільну фауну. Кількість і розміри кам'яновугільної гальки збільшувались в напрямку зі сходу на захід. Я. Самсонович зв'язував наявність фауни з близькими покладами кам'яного вугілля.
Пошукове буріння було почато в 1938 р. в межах Львівського воєводства. До початку Другої Світової війни з 11 свердловин було закінчено 7. Але ніякої обробки одержаних даних не було проведено. Опублікований матеріал за цими пошуково-розвідувальними роботами на кам'яне вугілля вичерпувався лише короткою статтею Я. Самсоновича, написаною в 1939 році.
У радянський час подальша робота з геологічного вивчення в розвідці цієї території одержала широкий і планомірний розвиток.
Для ознайомлення зі станом геологічного вивчення і обробки всіх матеріалів з геології і корисних копалин Західних областей УРСР наприкінці 1939 р. Комітетом у справах геології при Раднаркомі СРСР була створена спеціальна комісія геологів. Цією комісією був зібраний і оброблений багатий фактичний матеріал, вивчення якого дозволило до початку 1940 р. скласти генеральний план геологічних пошукових і розвідувальних робіт в Західних областях України.
В 1940 р. для проведення планомірних геологорозвідувальних робіт на вугілля був організований державний трест «Львіввуглерозвідка». Війна перервала науково-розвідувальну і науково-дослідну роботу з проблеми вугільності Західних областей УРСР.
Майже всі свердловини залишились незавершеними, а головні геологічні матеріали, одержані до війни при пошукових роботах, були втрачені. Лише у 1945 р. після звільнення цієї території від фашистських окупантів відновились геологорозвідувальні роботи на вугілля. На основі детального вивчення зібраних трестом «Львіввуглерозвідка» геологічних матеріалів було зроблено висновок про доцільність подальших пошукових робіт на кам'яне вугілля в Західних областях УРСР і визначених районах, де слід провести розвідку в першу чергу.
В 1946–1947 рр. трест «Львіввуглерозвідка» значно розширив площу науково-розвідувальних робіт на вугілля. Бурінням були охопленні не тільки Львівська область, але і західні райони Волинської області УРСР та Білорусі.
У липні 1947 р. Володимир-Волинська геологорозвідувальна партія тресту «Львіввуглерозвідка» виявила на території Волинської області промислові поклади вугілля.
- В 1948 р. Міністерством вугільної промисловості СРСР для пошуків і розвідки в Північній частині перспективного вугленосного майданчика був організований спеціальний трест «Волиньвуглерозвідка» (м. Луцьк). Він складався з 5 геологорозвідувальних партій. Тоді ж були відкриті перші поклади кам'яного вугілля під Володимиром-Волинським. Для освоєння природних запасів вугілля в грудні 1949 р. був створений трест «Західшахтобуд».

Доктор геолого-мінералогічних наук Шульга відзначив: 
|  | До найзначніших досягнень в галузі вугільної геології перших післявоєнних років належить відкриття в 1949 р. Львівсько-Волинського басейну, що являє собою частину великого Львівсько-Люблінського басейну |

.
Планувалось найближчим часом у 1949 р. розвідати ще 10 шахтних полів на Волині і Львівщині. Щоб виконати це завдання, трест «Волиньвуглерозвідка» забезпечили потрібною технікою і кадрами, на допомогу Волині прийшов Донбас.
Проте успіх прийшов не зразу. Під час докладної перевірки виявилося, що вугільні пласти на північний схід від Володимира-Волинського непридатні для експлуатації. Пошуки вели геологів далі на південь і південний захід від Володимира-Волинського, на крайній південний захід Волинської області (Іваничівський і частково Володимир-Волинський райони). Перші хороші результати дала свердловина № 117 на околиці с. Бужанки (нині тут шахта № 4), де в жовтні 1948 р. було виявлено вугільний пласт промислової потужності.
Протягом 1949–1950 рр. визначилися шахтні поля п'яти майбутніх шахт. У наступні роки геологи завершили розвідку шахтних полів і встановили, що загальні запаси вугілля Львівсько-Волинського басейну мають досягати 1,75 млрд тонн, з них близько 23 % на території Волині.
В межах Львівсько-Волинського басейну виявлено 4 кам'яновугільні родовища: Нововолинське, Забузьке, Межиріченське і Сокальське. Здебільшого пласти вугілля мають просту будову, але є і складні пласти з двох-трьох пачок. Вугілля залягає на глибині від 315 до 535 м, майже як і в Донбасі. Глибина залягання вугілля збільшується у південному напрямку. За простяганням потужність різко змінюється від 2,4 до 1 м, а тоді і менше.
Кам'яне вугілля басейну в основному належить до марок Г і Д. Вугілля Нововолинського родовища найменше метаморфізоване. В. З. Єршов вважає, що в межах Львівсько-Волинського басейну спостерігається підвищення метаморфізму вугілля у зв'язку зі збільшенням зональної потужності вугленосної товщі, тобто така закономірність, як і в Донецькому басейні.
Вугілля басейну доброї якості. Воно містить в собі: 10–12 % вологи, 29–45 % летких на горючу масу, 1,5–3,5 % загальної сірки. Теплоздатність вугілля 7700–8300 кал/кг.
Вугілля Львівсько-Волинського басейну зараз використовується як енергетичне паливо, але цілком можливо, що вугілля західної частини басейну може бути використане і для коксування.
У липні 1947 р. за 4 км від м. Володимир-Волинського були знайдені промислові пласти вугілля. Цей документ підписано начальником тресту «Львівгеологорозвідка» Вакуровим. Через кілька днів у фондах обласного радіо ми розшукали магнітофонний запис, в якому повідомлялось, що завдяки завзятості Віри Шпакової у 1948 р. на 117 свердловині були знайдені поклади кам'яного вугілля. І тут постало питання: «якому з цих документів вірити?» Найкраще з'ясувати це питання в людей, які в той час працювали: головного інженера «Волиньгеологорозвідки» Михайла Івановича Струєва і головного інженера Володимир-Волинської геологорозвідки Віри Борисівни Шпаткової, які проживають у м. Києві.
Наприкінці 1948 р. в м. Луцьк приїхав перший секретар ЦК КП(б) країни М. С. Хрущов. Михайлу Івановичу було доручено доповісти секретарю, що промислових пластів не знайдено, а повідомлення 1947 р. було помилковим. За цей час були вкладені величезні кошти, розпочали завозити шахтобудівне обладнання, а вугілля так і не знаходили.
Незабаром з'явилась поважна комісія. Вирішувалась доля Волинського басейну. Вона працювала недовго, але швидко прийшла до висновку, що на Волині пластів з вугіллям немає.
На будівництво першої черги промислових і культурно-побутових споруд урядом було асигновано 6,6 млрд крб., в тому числі 3,2 млрд — на шахтне будівництво, 2 млрд — на спостереження допоміжних підприємств, 1,4 млрд — на житлове і комунальне будівництво.
Будівельні роботи розгорнулися починаючи з 1950 р. У липні цього року на околиці с. Дорогиничі було закладено першу волинську шахту потужністю 1000 тонн вугілля на добу.

## Ресурси і запаси
Балансові запаси вугілля — близько 970 млн т.
Загальні запаси вугілля тут не перевищують 1 % від розвіданих у державі, глибина залягання — 300–650 м, потужність пластів — 0,5–1,0 м, видобувають 14 млн т вугілля.

## Характеристики вугілля
Порівняно з Донбасом загальні показники якості вугілля нижчі, воно характеризується меншою теплотворністю та більш високою зольністю.

## Геологія басейну
У тектонічному відношенні, Львівсько-Волинський вугільний басейн пов'язаний з Галицько-Волинською синеклізою. Виявлено близько 70 вугільних пластів, промислове значення мають 12 пластів потужністю понад 0,6 м. Глибина залягання їх 300–1200 м. Типи вугілля — від довгополуменевого до газового й газово-жирного.

## Спосіб видобутку
Спосіб видобутку — шахтний, оскільки кар'єрний недоцільний через значну глибину залягання пластів вугілля.

## Основні родовища
- Міжрічинське,
- Волинське,
- Тяглівське,
- Любельське.

## Використання вугілля
Розвиток цієї вугільної бази сприяв поліпшенню паливного балансу Західного регіону України, формуванню нових промислових комплексів, виникненню міських поселень (м. Нововолинськ, м. Червоноград).
Запаси вугілля невеликі, тому передбачалося, що у басейні працюватимуть тільки 2 шахти з 15 діючих (станом на 2016 рік діючими є 9 шахт,). Значну частину вугілля цього басейну використовують Бурштинська та Добротвірська теплові електростанції, невелика частка його і зараз вивозиться до Білорусі.
Приватизація Бурштинської та Добротвірської ТЕС компанією ДТЕК призвела до того, що з Донецького вугільного басейну на ці ТЕС завозилося 4–5 млн тон вугілля
.